# Maison Marie Henry
La Maison Marie Henry és l'hostal que tenia Marie Henry a Le Pouldu (Bretanya) famós perquè s'hi van allotjar els pintors Paul Gauguin i Meyer de Haan (1889 i 1890), entre d'altres, i el van decorar amb les seves obres. Anomenat originalment Buvette de la Plage, va ser reconstruït el 1989 adoptant la denominació tradicional («Casa Marie Henry»). L'any 2010 es va reorientar com a casa-museu amb el nom Maison-Musée du Pouldu.

## Context
L'agost del 1889, Paul Gauguin, Meyer de Haan i Paul Sérusier van deixar Pont-Aven durant un mes per establir-se al poble veí de Le Pouldu. Segons deia Gauguin, Pont-Aven s'havia omplert massa de pintors, i preferia un lloc més tranquil. Le Pouldu es troba a una quarantena de quilòmetres al sud de Pont-Aven, en una badia oberta amb espadats i platges. Era aleshores un poble petit d'un centenar d'habitants dedicats al pasturatge i la pesca.
A l'octubre, Gauguin i de Haan, que pagava les despeses, s'hi van instal·lar definitivament en un hostal aïllat situat prop de la platja de Les Grands Sables («grans arenals») i envoltat de camps. S'anomenava Buvette de la Plage («cantina de la platja»), propietat de Marie Henry. Gauguin s'hi va inscriure el 2 d'octubre de 1889, fins al 7 de novembre de 1890, i de Haan el va acompanyar pràcticament tot el temps. Sérusier hi va estar fins a mitjan octubre i va tornar-hi l'estiu del 1890 quan s'hi va afegir també Charles Filiger. Altres artistes feien visites ocasionals des de Pont-Aven, o curtes estades, notablement Charles Laval, Henry Moret i Maxime Maufra.
Van completar la seva instal·lació llogant un taller a poca distància. Durant un any, els pintors liderats per Gauguin van conviure entre la pensió de Marie Henry, el taller i l'estudi de temes a l'aire lliure.
Marie-Jeanne Henry (Moëlan-sur-Mer, 1859 - Pierrefeu-du-Var, 1945) era natural del poble veí. Després de fer uns diners a París, va fer construir la casa de Le Pouldu on es va instal·lar el 1888 i on va donar llum a la seva filla Marie-Léa, anomenada Mimi, el febrer de 1889. Tant Gauguin com de Haan van retratar Mimi en algun quadre i en dibuixos. Marie Henry era coneguda amb el sobrenom de Marie Poupée (Maria la Nina) per la seva aparença de porcellana. Era mare soltera i va ser galantejada per Gauguin i de Haan. Ella mateixa descriu a Gauguin com imponent, alt, fort, d'ulls verds i apassionat, però egoista i pobre de sentiments. En canvi a de Haan el descriu com raquític, geperut i gairebé malalt, però es va decantar per ell. Gauguin, per la seva banda, va acabar fraternitzant amb la criada.

### Projecte de decoració
No es coneix que hi hagués cap pla preestablert, ni quina va ser la seqüència del projecte. Per les cartes es dedueix que s'hauria dut a terme entre novembre i desembre del 1889. Després, l'estiu del 1890, Sérusier i Filiger ho van completar afegint alguna obra i Maufra hi va penjar alguns quadres a l'entrada, fora del menjador.
De Haan va fer un retrat de Marie Henry alletant la seva filla Mimi. Gauguin s'hi va mostrar interessat i un cop acabat ell mateix el va emmarcar i el va penjar en el menjador, en el lloc d'honor a la paret del fons, acompanyat a cada costat per dos paisatges seus. Però en les seves cartes posen èmfasi en els frescs de la paret de l'entrada. Fos com fos, van anar omplint totes les parets, el sostre, les portes i la finestra. Hi van penjar quadres, gravats, làmines, escultures en prestatgeries, pintures sobre fusta, sobre els vidres i frescs sobre l'envà. Els temes incloïen retrats dels residents a la casa, imatges de la vida quotidiana a Le Pouldu i imatges teològiques o místiques.
Va ser un projecte purament artístic, fet per gaudir-lo els mateixos artistes i no pel públic o el mercat, cosa que va quedar reflectida en una de les frases inscrites que venia a dir que «tot art fet per diners no té valor».
Gauguin ho explicava així en una carta a Vincent van Gogh:
De Haan i jo hem emprés un gran treball en comú: una decoració de l'hostal on mengem. Es comença per un mur després s'acaben fent els quatre, fins i tot la vidriera. És una cosa que ensenya molt, per tant útil.
Per la seva banda, de Haan escriu a Theo van Gogh:
Aquesta petita sala es veu veritablement acollidora ja que hem decorat totes les parets amb ornaments de caràcter i estil.
Després, Sérusier escriu a Maurice Denis: “Visc amb Gauguin i de Haan en una fonda amb un menjador decorat i guarnit per nosaltres.

## Descripció
La distribució i la identificació de les obres es coneix per la descripció que va fer Marie Henry trenta anys després, per la procedència de les obres que van quedar en el seu poder, i per dues fotografies del 1924 de les obres que van quedar en la casa.
La sala del menjador tenia una forma quadrada. En la paret de l'oest hi havia la porta d'entrada des d'un passadís que portava a la porta del carrer, la cuina i al pis de dalt de tres habitacions. La paret nord, entrant a l'esquerra, tenia una finestra que donava al carrer, avui Rue des Grands Sables. La paret est, entrant al fons, no tenia cap porta ni finestra. En la paret sud, entrant a la dreta, hi havia una xemeneia al mig i una porta a cada costat que donaven a un armari de paret i possiblement a un pati interior.

### Paret oest del menjador
| Jove bretona amb filosa, fresc de Gauguin | Ludus pro Vita | L'oca, tempera sobre guix de Gauguin                                      |  |
| Jove bretona amb filosa, fresc de Gauguin | Ludus pro Vita | Bonjour Monsieur Gauguins, oli sobre llenç encolat sobre plafó de Gauguin |  |
| J'aime l'oignon frit à l'huile            | Je crois en un jugement dernier où seront condamnés à des peines terribles ceux qui, en ce monde, auront osé trafiquer de l'art sublime et chaste, souillé ou dégradé par la bassesse de leurs sentiments. | Caribenya, oli sobre fusta de Gauguin                                     |  |

Obres:
1. Esquerra, a dalt: Jove bretona amb filosa, o Joana d'Arc (W329[12]), P. Gauguin, fresc, 1889, Museu Van Gogh
2. Esquerra, a baix: Natura morta, gerra i cebes, M. de Haan, oli sobre llenç encolat en fusta, 1889-1890, Museu de Belles Arts de Quimper
3. Centre: Bregadores de lli (Labor), M. de Haan, fresc, 1889, col·lecció privada
4. Dreta, a dalt: L'oca (Maison Marie Henry) (W383), P. Gauguin, tempera sobre guix, 1889, Museu de Belles Arts de Quimper
5. Plafó superior de la porta: Bonjour Monsieur Gauguins (sic) (W321), P. Gauguin, oli sobre llenç encolat en fusta, 1889, Hammer Museum, Los Angeles
6. Plafó inferior de la porta: Caribenya (W330), P. Gauguin, oli sobre fusta, 1889, col·lecció privada

La paret oest, on hi ha la porta d'entrada, és un envà on va aprofitar el guix per pintar-hi frescs. L'obra dominant, per la seva envergadura de dos metres, és de Meyer de Haan amb la inscripció en llatí Labor. La labor sembla el tema conductor d'aquesta paret completada amb altres obres de Gauguin. L'obra representa dues bretones bregant el lli. A sota, entre uns dibuixos decoratius, hi ha la inscripció en llatí Ludus pro Vita. És una al·lusió al fresc Ludus pro Patria de Puvis de Chavannes (1882), però canviant el sentit de «jocs per la pàtria» a «jocs per viure». La locució llatina s'utilitzava a París amb el sentit de «treballar per la pàtria» en al·lusió a les dissidències internes entre polítics. Acabaria sent adoptada per Pierre de Coubertin pels Jocs Olímpics de l'era moderna que van començar el 1896, amb el sentit lúdic i de competició entre estats.
A l'esquerra hi ha una figura bretona estilitzada amb una filosa que resulta ambigua. La presència d'un àngel podria indicar tant una representació de Joana d'Arc com l'Eva expulsada del paradís.
Sobre de la porta hi ha un altre fresc amb una oca i amb la inscripció «Maison Marie Henry», resultant un emblema de la casa. En la simbologia de Gauguin, l'oca representa la vida rústica i també la Bretanya rústica. En l'heràldica bretona s'utilitzava el lleó com a figura i l'ermini com a folre, a vegades alternat amb la flor de lis reial. La inclusió en el quadre d'unes fulles decoratives reforça la idea heràldica. Per altra banda, podria ser també una al·lusió a les dones de la casa, ja que l'expressió francesa oie blanche («oca blanca») s'utilitza per a una noia càndida.
En el plafó superior de la porta d'entrada hi ha la tela Bonjour Monsieur Gauguins (sic) encolada sobre la fusta. És una referència directa al quadre Bonjour Monsieur Courbet (1854, Gustave Courbet, Museu Fabre de Montpeller) on uns camperols reben al pintor a qui esperen per fer unes obres d'encàrrec. En aquest cas és la labor de l'artista, però resulta irònic en posar la rebuda en la mateixa porta d'entrada i pel fet que Gauguin estava vivint en aquest hostal a càrrec de De Haan i no pels seus propis guanys d'artista. El plural Gauguins, inscrit en el mateix quadre, sembla una pronúncia relaxada del nom d'un artista poc conegut, una nota més d'ironia. De fet, quan de Haan va arribar a París l'any anterior procedent d'Amsterdam ho escrivia «Coquin» (literalment, «murri», i antigament «mendicant»).
En el plafó de baix, pintat sobre la fusta, hi ha una dona nua i gira-sols. Se l'ha anomenat Caribenya però segurament representa una javanesa, cultura que havia atret l'atenció de Gauguin en l'Exposició Universal de París del mateix any. Els enormes gira-sols poden ser una al·lusió a van Gogh i el seu projecte fracassat de crear un estudi d'artistes a Arle.
En el basament hi ha una frase, pintada en verd maragda, basada en el credo de Richard Wagner (Ein Ende in Paris, 1841): «Crec en un judici final on seran condemnats a penes terribles aquells que, en aquest món, hagin gosat traficar amb l'art sublim i pur, l'hagin embrutat o degradat per la baixesa dels seus sentiments.» Aquesta citació ja havia estat utilitzada per Gauguin i Sérusier, i era al llibre de visites de l'hostal Gloanec de Pont-Aven.
A l'esquerra, sota de la bretona amb filosa, hi ha una natura morta amb cebes feta per de Haan. Al seu costat, la inscripció «m'agrada la ceba fregida amb oli» (J'aime l'oignon frit à l'huile). És una tela encolada sobre la fusta d'una petita finestra passaplats.

### Paret sud del menjador
| Geni amb garlanda, guaix sobre guix de Filiger      |                                      |                                            |                                      |                                                   |
| Retrat de Meyer de Haan, oli sobre fusta de Gauguin | Silueta d'una escultura sense imatge | Silueta d'un bust sense imatge             | Silueta d'una escultura sense imatge | Autoretrat caricatura, oli sobre fusta de Gauguin |
|                                                     |                                      | Dansa bretona, oli sobre fusta de Sérusier |                                      |                                                   |

Obres:
1. Porta esquerra: Meyer de Haan (W317), P. Gauguin, oli sobre fusta, 1889, Museu d'Art Modern de Nova York
2. Porta dreta: Autoretrat caricatura (amb nimbe) (W323), P. Gauguin, oli sobre fusta, 1889, Galeria Nacional d'Art de Washington
3. Dalt de la porta dreta: Geni amb garlanda, Ch. Filiger, guaix sobre guix, 1890, Museu de Belles Arts de Quimper
4. Imposta de la xemeneia: Dansa bretona, P. Sérusier, oli sobre fusta, 1890, col·lecció privada
5. Sobre la xemeneia: Bust de Meyer de Haan (G86[12]), P. Gauguin, roure policromat, circa 1889, National Gallery of Canada
6. Prestatgeria esquerra: Negra (dona de Martinica) (G61), P. Gauguin, terracota pintada, circa 1889, col·lecció privada
7. Prestatgeria dreta: Luxúria (javanesa), P. Gauguin, roure i pi policromat, 1890, Willumsens Museum, Dinamarca.

Marie Henry descriu aquesta paret de la següent forma:
A la paret de la dreta donant al sud, on hi havia la xemeneia: sobre la xemeneia mateixa, al centre, el bust important de Meyer de Haan, més gran que al natural, esculpit i pintat per Gauguin sobre un bloc de roure massís; a la imposta de la xemeneia, dansa bretona; a cada costat del bust, pots de gres, il·lustrats amb petits motius humorístics; sobre prestatgeries fixades al mur, a cada costat de la xemeneia, la negra en guix pintat i la figureta javanesa; sobre els plafons superiors de les portes dels armaris, el retrat de l'autor, a la dreta, el de Meyer de Haan a l'esquerra, pintats a la mateixa fusta.
En aquesta paret destaquen els dos retrats dels dos pintors fets per Gauguin de forma caricaturesca i irònica. Els dos quadres formen un conjunt amb els colors vermells i grocs equilibrats i de lectura inseparable. L'autoretrat de Gauguin té els atributs de santedat i de Haan, que era jueu ortodox, és representat de forma satànica i associat a la literatura esotèrica. Mentre que de Haan té les pomes de l'arbre del coneixement en la fruitera, en el retrat de Gauguin encara són penjades i resisteix la temptació de la serp que té a la mà. En la Bíblia els apòstols són definits com aquells que agafaran serps amb les mans (Mc 16:18).
Els atributs de De Haan queden reforçats pels dos llibres mostrats sobre la taula: la traducció al francès de El Paradís perdut de John Milton, i Sartor Resartus de Thomas Carlyle. Aquesta obra havia estat traduïda a l'holandès, el 1880, per Jan Zürcher, amic de Meyer de Haan. Té com a protagonista un filòsof extravagant, Diogenes Teufelsdröckh, relacionat amb el filòsof grec Diògenes de Sinope que anava pels carrers d'Atenes amb un fanal cercant una persona honesta. El quadre, a més d'incloure unes pomes del Paradís perdut, inclou un fanal. Segons Marie Henry, durant la seva estada els pintors no llegien mai. Només de Haan tenia una enorme Bíblia que pesava deu quilos.
El bust de Meyer de Haan, sobre la xemeneia, és més gran que el retrat amb la mateixa posició pensativa però amb una fisonomia menys caricaturitzada. Sobre la gorra té una gallina en al·lusió al significat del seu cognom, encara que en neerlandès haan és gall, i gallina és hen.

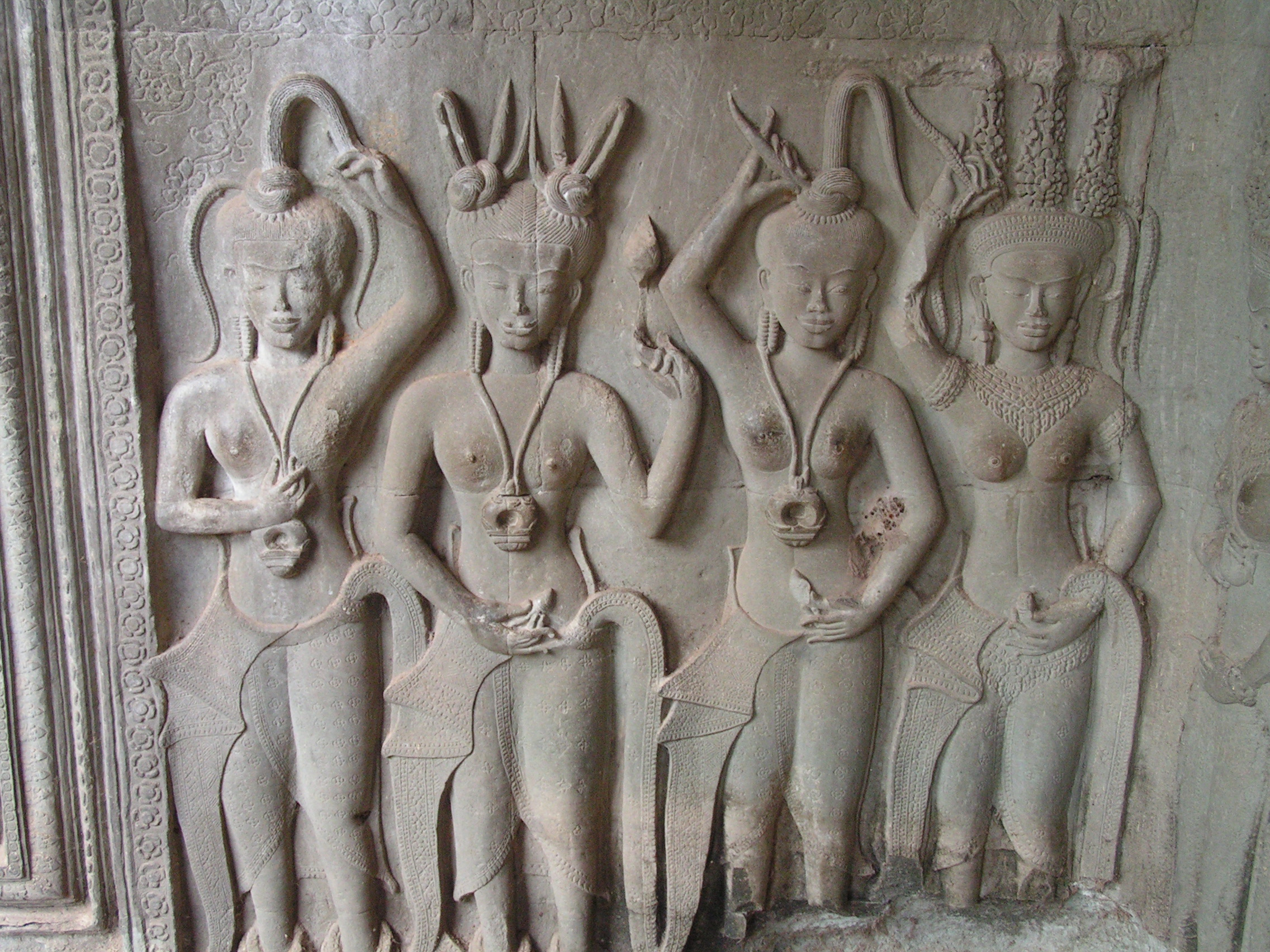
Baix relleus d'Angkor Vat

L'escultura de la javanesa és similar a la pintura anomenada Caribenya. La figura està inspirada en els baixos relleus del temple d'Angkor Vat, a Cambotja, que havien estat mostrats en l'Exposició Universal de París de 1889.
Un dels pots de gres portava la inscripció irònica Vive la sintaize!, fent un joc de paraules entre synthèse, «síntesi» en referència al sintetisme, i foutaise, «fotesa» com a definició utilitzada sovint per Gauguin referint-se a les escoles pictòriques. Un altre era una gerra de sidra, una ceràmica pintada a l'oli amb la inscripció «sidra gratis» (Cidre gratis).

### Paret est del menjador

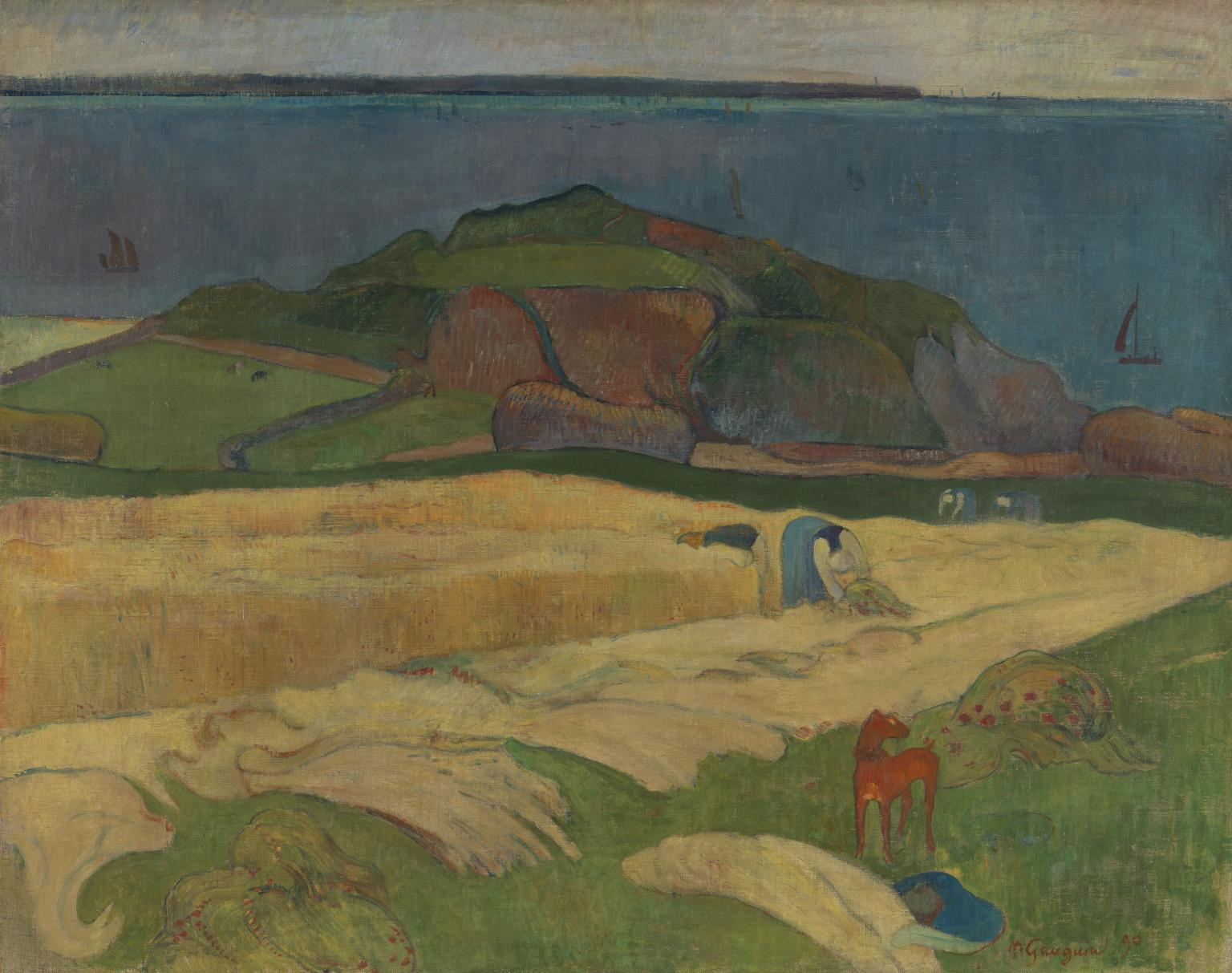
Els fencs (W396), P. Gauguin, oli sobre tela, c.1889, Tate Britain, Londres.
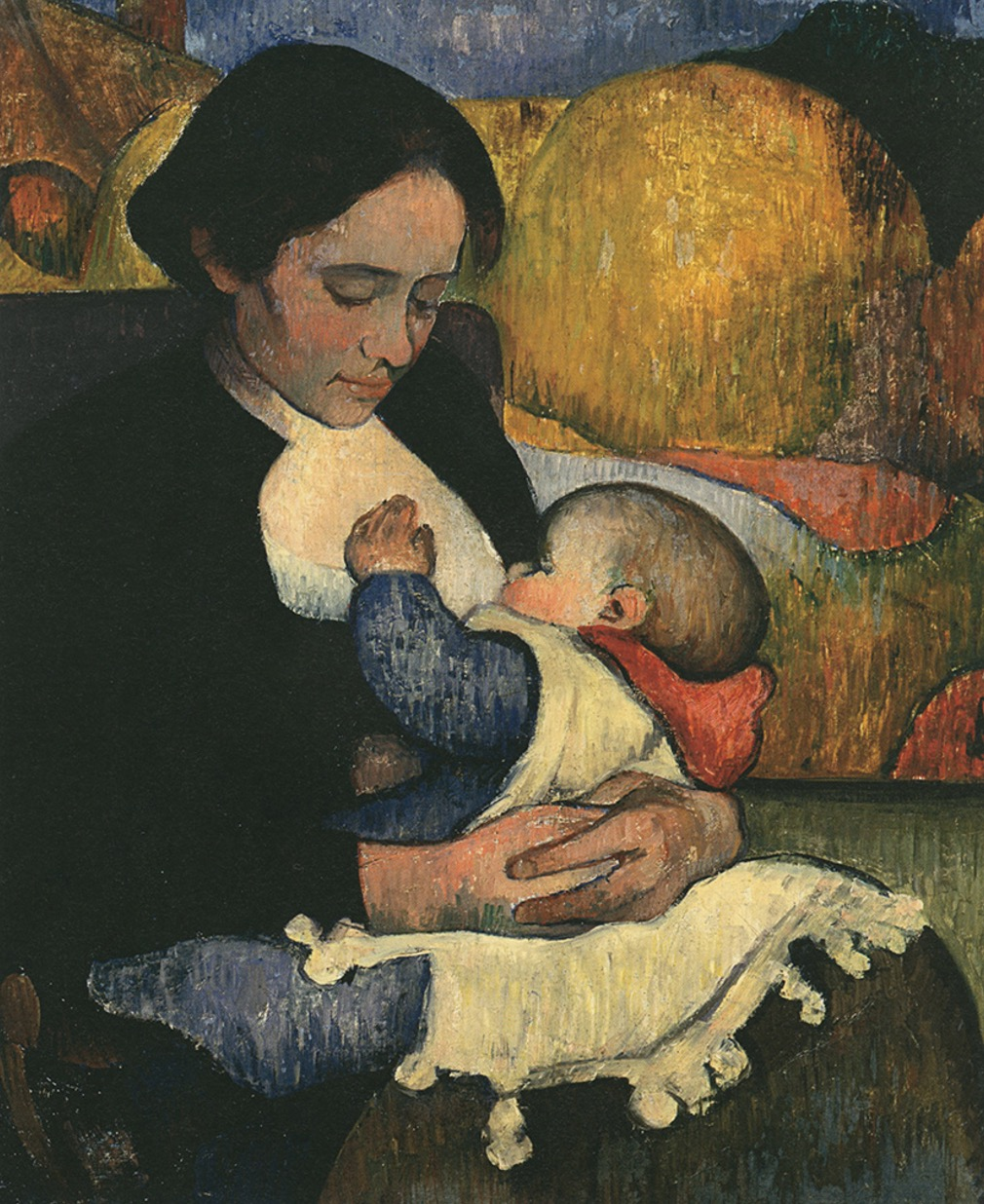
Maternitat: Marie Henry alletant la seva filla, M. de Haan, oli sobre tela, 1889, col·lecció privada.
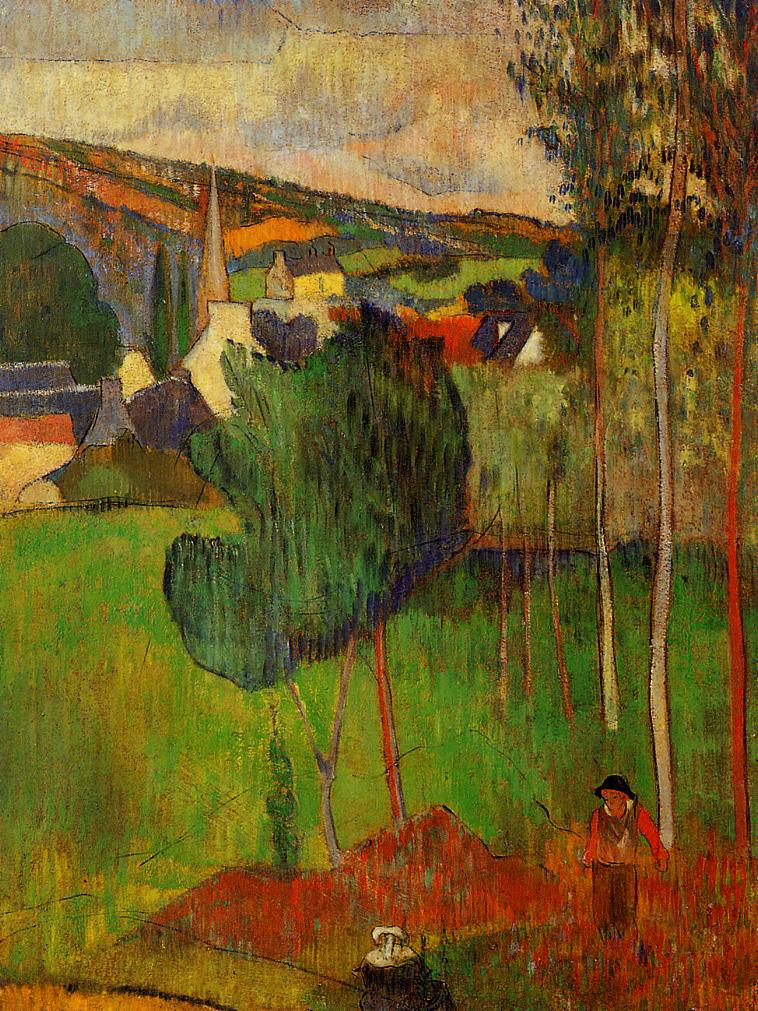
Vista de Pont-Aven des de Lézaven (W370), P. Gauguin, oli sobre cartó, 1888, col·lecció privada.

- Suite Volpini: Banyistes bretones (K4Ab[12]), P. Gauguin, zincografia, 1889.
- Mimi i el seu gat (W319), P. Gauguin, aiguada sobre cartó, 1890, col·lecció privada.
- Vista de la platja de Bellangenay (W371), P. Gauguin, oli amb trementina sobre cartó, 1889, col·lecció privada.
- Pescadores de fucus (W392), P. Gauguin, aiguada sobre cartó, c.1889, col·lecció privada.
- Suite Volpini: Goigs de Bretanya (K7Ab), P. Gauguin, zincografia, 1889.

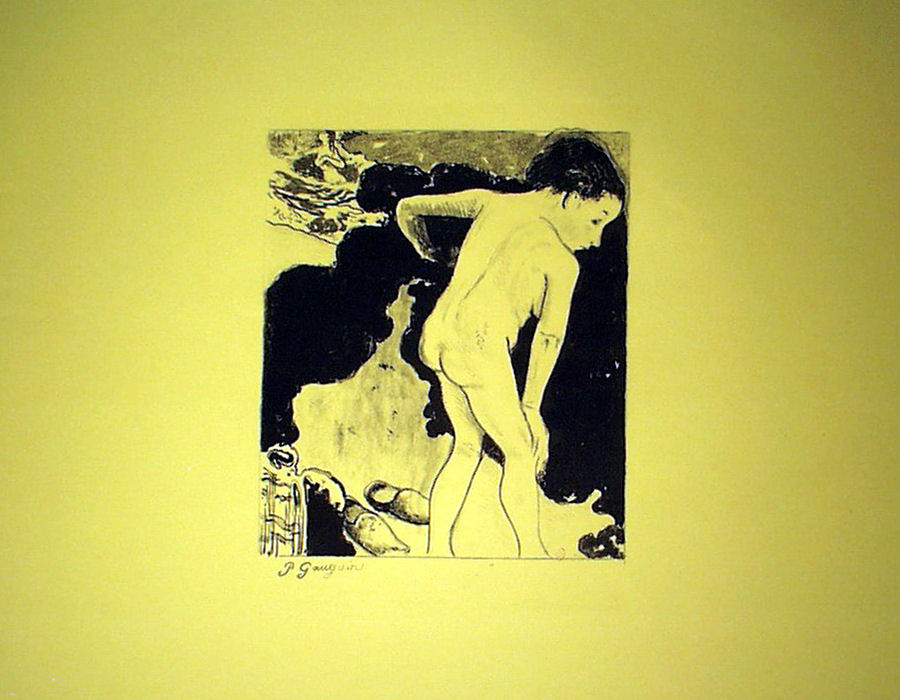
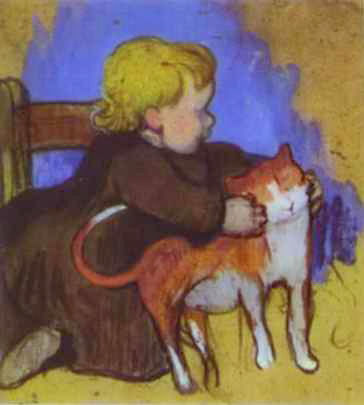
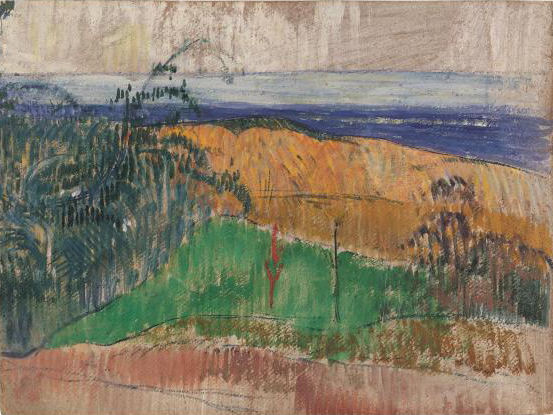
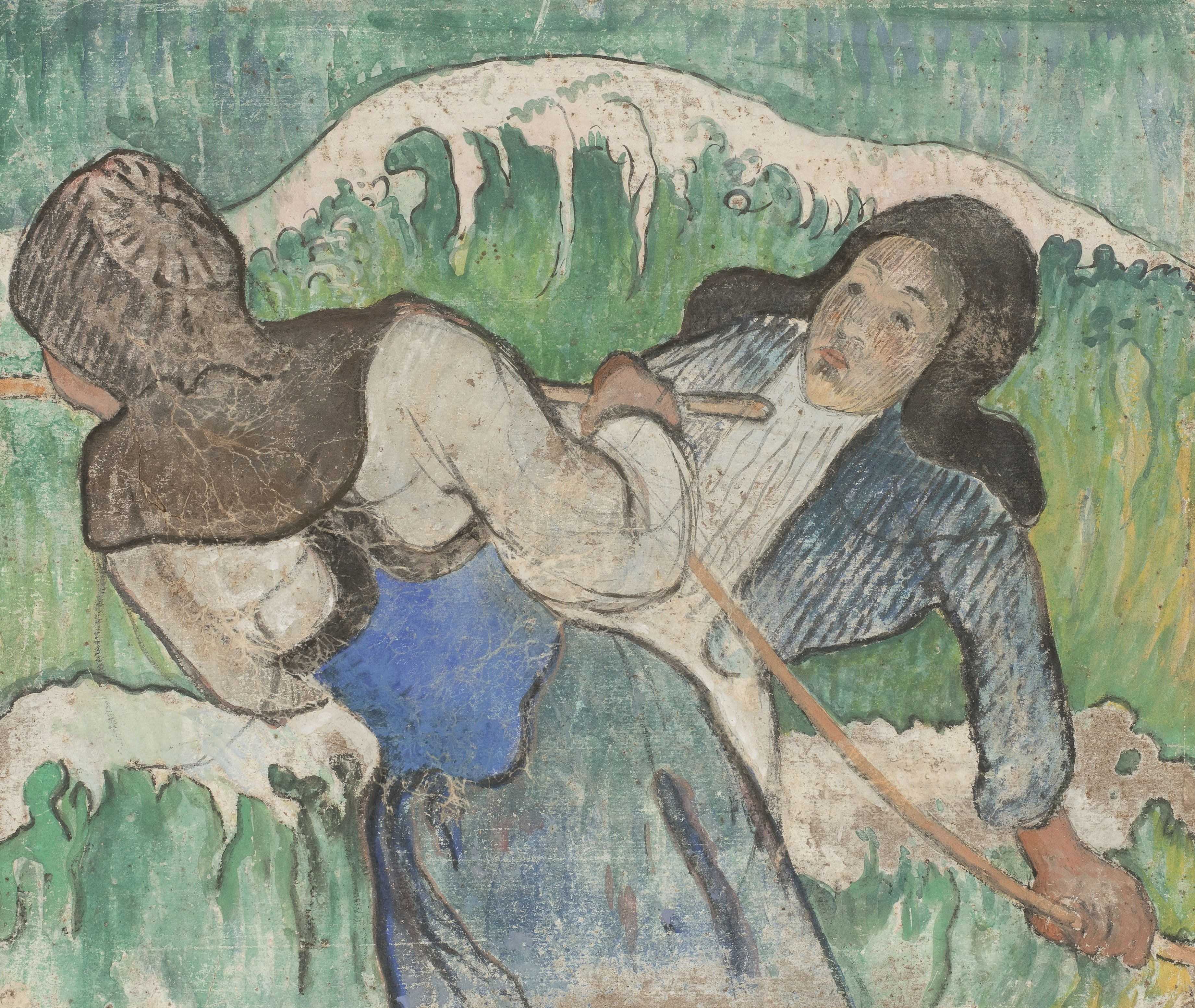
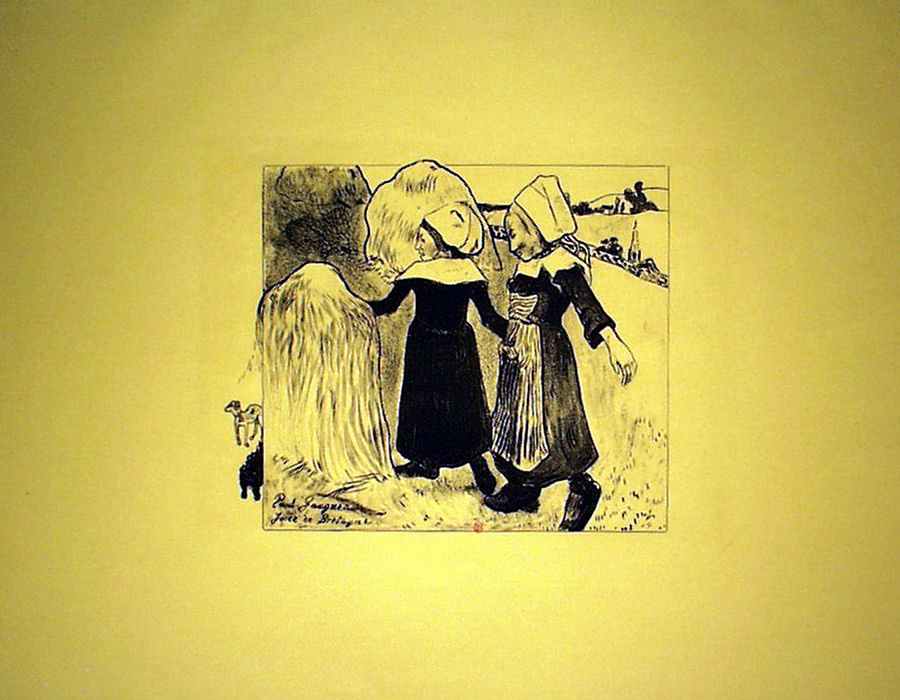

El mur de l'est, sense cap finestra ni porta, és la paret dominant del menjador, situada al fons davant de l'entrada. En el centre destaca el retrat de Marie Henry alletant la seva filla Mimi, fet per Meyer de Haan. L'acompanyen dos paisatges de Gauguin a manera de tríptic.

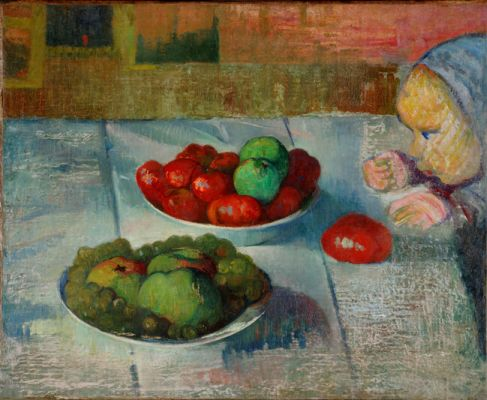
Natura morta amb perfil de Mimi, M. de Haan, oli sobre tela, 1890, Museu van Gogh

Marie Henry ho descriu d'aquesta manera: 
A la dreta un paisatge de Pont-Aven més enllà d'un prat molt verd; a l'esquerra un paisatge quadrat sobre tela, els Fencs, amb el gos de l'autor en primer pla; disseminades per la paret, làmines pintades, dues litografies sobre paper groc i una petita tela representant dues o tres pomes verdes en una copa blava. El centre, el lloc d'honor, estava ocupat pel gran retrat de la propietària pintat per Meyer de Haan. Aquesta tela havia atret especialment l'admiració de Gauguin, encara que habitualment no era pròdig.
Les litografies sobre el paper groc característic són les de la Suite Volpini que Gauguin havia preparat per l'Exposició del Cafè Volpini. Entre les làmines, pintades a l'aiguada o amb trementina, hi ha un retrat de Mimi fent que en conjunt la paret sembli dedicada a la mestressa de la casa. Un quadre posterior de Meyer de Haan amb una natura morta i amb el perfil de Mimi mostra una taula del menjador i tres làmines de la paret del fons. És possible que aquestes obres s'anessin substituint.

### Altres obres
La quarta paret, dominada per la finestra, no s'ha pogut reconstruir. Només es coneix el record de Marie Henry:
Donant a la carretera, la finestra amb els vidres que havien rebut una decoració de conjunt, treta de la vida dels camps i executada en l'oli. Les intempèries la van destruir.

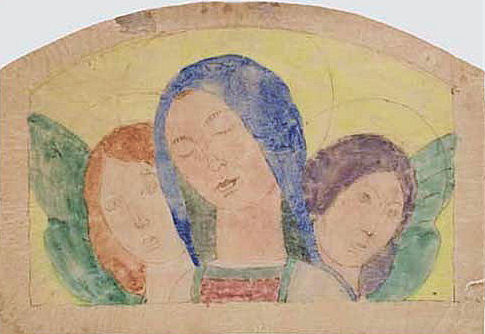
Madona entre dos àngels, Filiger, aquarel·la sobre paper, c.1892, col·lecció privada.

Filiger va pintar un guaix de la Verge Maria en una entrepilastra. No es coneix on era col·locat ni quina obra és exactament, però entre les possessions de Marie Henry es trobava l'estudi en aquarel·la La Madona entre dos àngels.

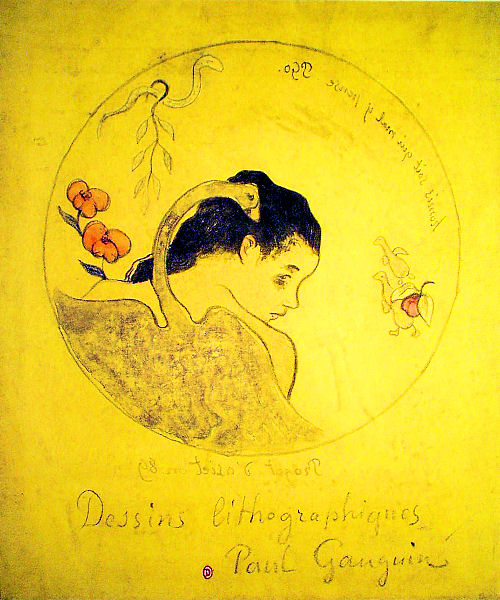
Suite Volpini: Leda i el Cigne (K1Aa), P. Gauguin, zincografia, 1889.

El sostre de fusta també estava pintat, però l'obra identificada al catàleg de Wildenstein amb el número 332 es dona per perduda. Es coneix una fotografia del 1924 i la descripció de Sérusier de 1921, però no coincideixen. Segons Sérusier, la imatge central era Leda i el Cigne, el mateix motiu que Gauguin havia utilitzat per la coberta de l'àlbum de zincografies de la Suite Volpini. Però el que es veu a la fotografia és una oca i unes cebes reproduïdes als quatre cantons com en un calidoscopi. En qualsevol cas, el motiu es pot identificar amb Marie Henry i de Haan. Inclou la inscripció «oni soie ki mâle y panse», grafia rebel en lloc de honni soie qui mal y pense que vol dir «deshonrat sigui qui en pensi malament». La mateixa expressió es troba a la zincografia de la Suite Volpini i era utilitzada com a advertiment irònic que es poden donar dobles interpretacions. La substitució de mal («malament») per mâle («mascle»), reforça aquesta idea.

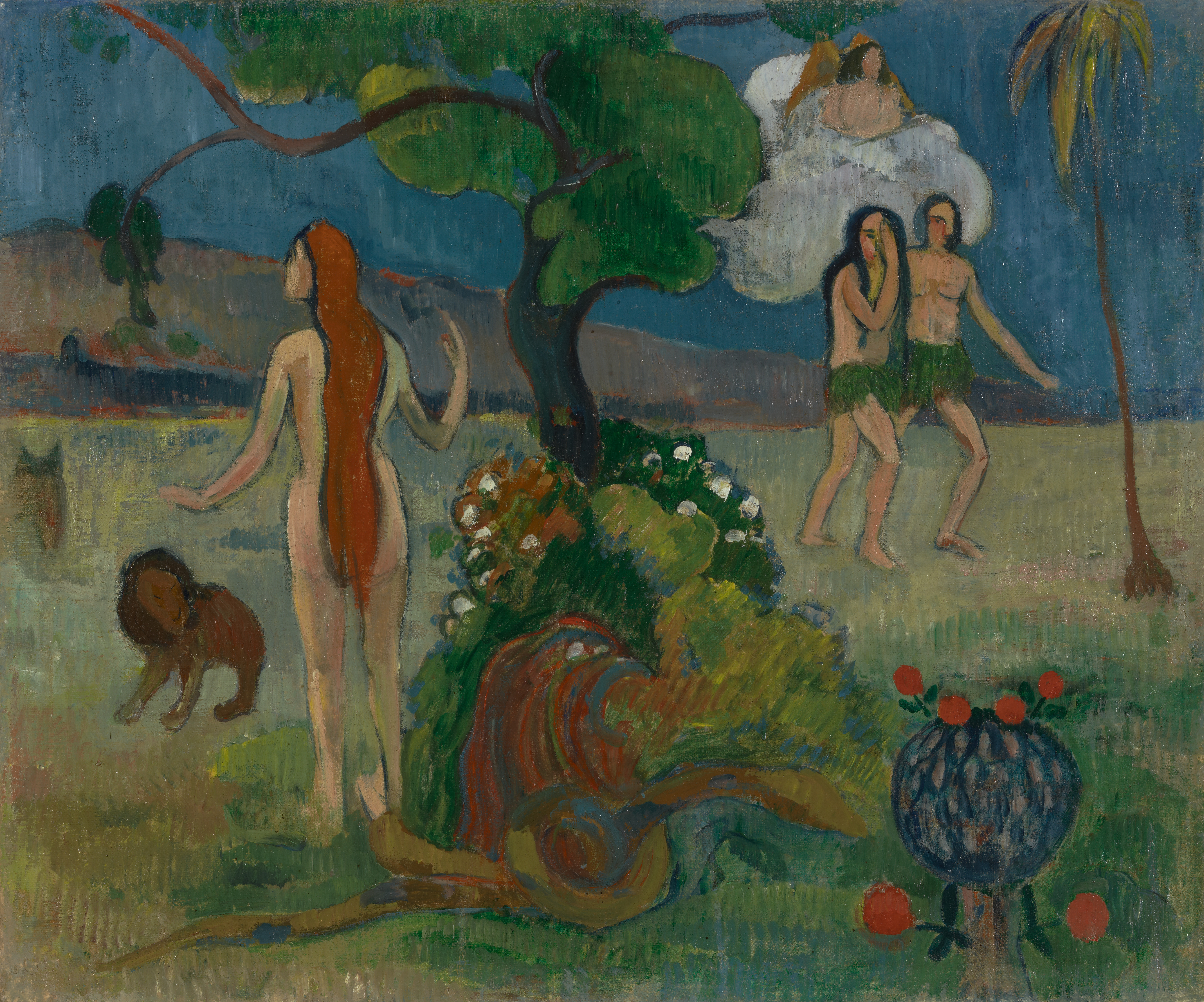
El Paradís perdut (W390), P. Gauguin, oli sobre tela, 1889, Yale University Art Gallery

Fora de la sala, a l'entrada i sobre de la porta del menjador, es trobava la representació del Paradís perdut de Gauguin.
Maufra hi va aportar alguns elements addicionals fora del menjador, en les dues portes de l'entrada davant per davant. En la part exterior de la porta del menjador, en el plafó on a l'altra banda hi havia Bonjour Monsieur Gauguins, hi va pintar una marina a la mateixa fusta. Al seu davant, sobre la porta de la cantina, Maufra hi va fer una posta de sol sobre el mar.
L'habitació de Gauguin, en el primer pis, estava decorada amb reproduccions de l'Olímpia de Manet, el Triomf de Venus de Botticelli, l'Anunciació de Fra Angelico, estampes d'Antamaro i decoracions de Puvis de Chavannes.

## Historial
Era la tercera experiència de Gauguin en un taller d'artistes, després de l'estada a Martinica amb Laval, i a Arle amb van Gogh. Gauguin i de Haan planejaven amb Émile Bernard un taller als tròpics, traslladant-se a Tonkin o Madagascar. Però les famílies de Bernard i de Haan s'hi van oposar. Davant les dificultats financeres, van deixar Le Pouldu per anar a París, on Gauguin va preparar l'imminent viatge cap a Tahití, tot sol. Tant Gauguin com de Haan van deixar les obres a l'hostal com a dipòsit pels seus deutes.
Filiger es va quedar a Le Pouldu explicant als artistes de pas les lliçons de sintetisme que es desprenen de les obres del menjador de l'hostal.
El 1891 Marie Henry va donar llum a Marie-Ida, filla de De Haan. Aquest havia tornat a Amsterdam requerit per la seva família. Estava malalt i va morir de tuberculosi el 25 d'octubre de 1895. No se sap que pintés res més després de marxar de Le Pouldu.
El 1893 Marie Henry es va traslladar a Moëlan, amb Henri Mothéré amb qui s'acabaria casant. Va llogar la cantina de la platja a Rose Trivière i se'n va endur totes les obres, fins i tot les que estaven encolades sobre les portes, deixant només els frescs.
Gauguin va tornar, el 1894, de la primera estada a Tahití amb una bona posició econòmica gràcies a una herència. Va anar a Le Pouldu per recuperar les seves obres, però ni eren a l'hostal ni hi era Marie Henry. La va demandar però el tribunal de Quimper va pronunciar-se en contra adduint que eren possessions abandonades.
El 1924 la propietària era la filla Marie-Ida, Mme. Cochennec, i va encarregar unes obres a la casa, aleshores anomenada Café Restaurant de la Poste et la Plage. Sota set capes de paper pintat van aparèixer els tres frescs de la paret oest. L'estudiant d'art nord-americà Isadore Levy tenia una beca per poder viatjar a Bretanya i va identificar que les inscripcions "PGo" i la datació en l'an 1889 corresponien a Gauguin i l'any que hi va residir. Va fer aturar les obres i es va posar en contacte amb tres amics seus per recaptar diners i comprar els frescs que es van traslladar a un suport de fusta i es van restaurar a París.
Poc després la casa original va ser enderrocada i construïda de nou. Avui és el Café de la Plage.
Marie Henry va distribuir les obres entre les dues filles, i es van anar venent a col·leccions privades. Va morir el 1945 després d'un bombardeig a Toló.
Amb motiu del centenari, el 1989 es va fer una reconstrucció en una casa de planta similar situada a 10 m de l'antic emplaçament. Reprodueix l'ambient de l'època, amb mobiliari i utensilis, i amb reproduccions de les obres d'art que va acollir entre 1889 i 1893.